# Zawidz Kościelny
Zawidz is een dorp in het Poolse woiwodschap Mazovië, in het district Sierpecki. De plaats maakt deel uit van de gemeente Zawidz en telt 900 inwoners.

## Verkeer en vervoer

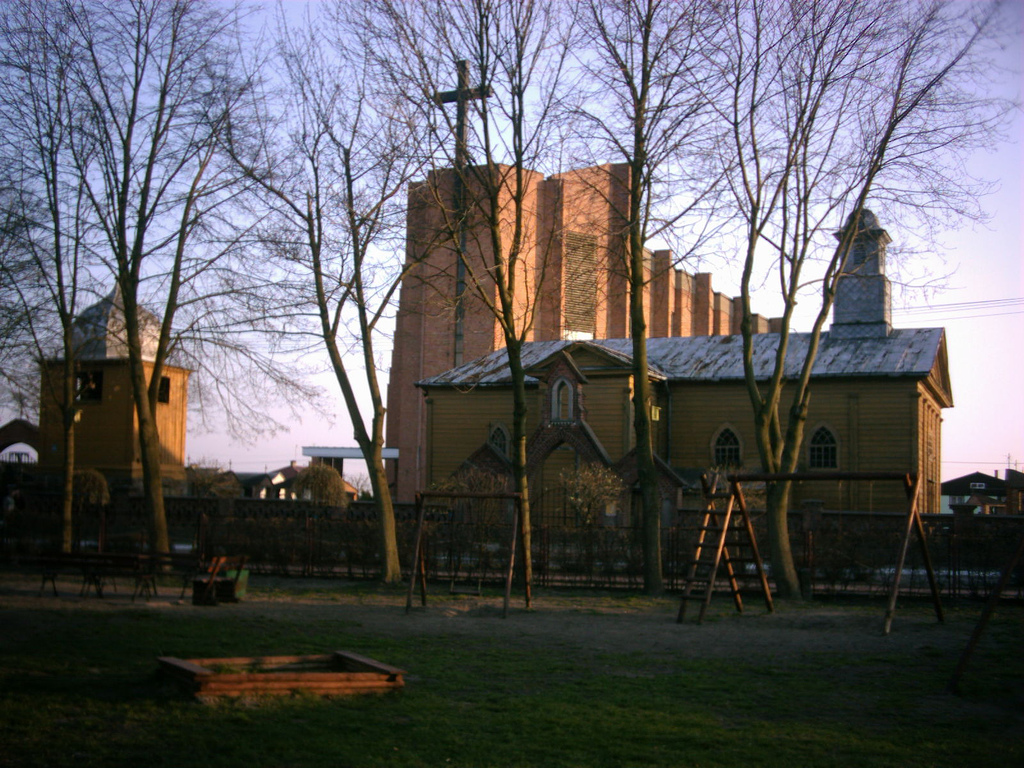
"Kościoły w Zawidzu"

- Station Zawidz